# Beijing Hualian Automobile
Beijing Hualian Automobile Co. Ltd., auch Beijing Huaduoli Auto Co. Ltd. genannt, war ein Hersteller von Automobilen aus der Volksrepublik China.

## Unternehmensgeschichte
Das Unternehmen aus Peking begann 1998 mit der Produktion von Automobilen. Der Markenname lautete Hualiu. 1999 endete die Produktion. 1998 entstanden zwölf Fahrzeuge und im Folgejahr 439.

## Fahrzeuge
Das einzige Modell BHL 6350 war ein Minivan, den es in Standard- und Luxusausführung gab. Die Fahrzeuge waren bei einem Radstand von 2105 mm 3500 mm lang, 1640 mm breit und 1620 mm hoch. Das Leergewicht war mit 960 kg angegeben. Ein Motor mit 900 cm³ Hubraum oder 993 cm³ Hubraum und 27 kW Leistung trieb die Fahrzeuge an.
Beijing Changping Shahe Automobile Refit Works stellte mit dem Changsheng BCS 6330 ein ähnliches Fahrzeug her, allerdings war dessen Front 20 cm kürzer.